# Yuka Nakagawa
Yuka Nakagawa (中川有香 Nakagawa Yuka?) es un personaje de ficción de la novela Battle Royale, así como de la película y el manga del mismo nombre. En la cinta fue interpretada por Satomi Hanamura.

## Antes del juego
Yuka Nakagawa es una más de la clase de tercer año del Instituto Shiroiwa, en la prefectura de Kagawa en la novela y el manga, mientras que en la película es en la prefectura de Kanagawa. Era una chica un poco gordita, con tez bronceada y que siempre estaba feliz, conocida por ser una payasa en la clase junto con Yutaka Seto. Yuka era jugadora de tenis y aunque tuviera el mismo apellido de Noriko, no guardan relación familiar entre sí.

## En el juego
Yuka es una de las chicas que se atrincheran junto con Yukie Utsumie en el faro. Una vez que supo que Shuya hubo despertado, ella se burla de Yukie preguntando por la relación entre ellos, también celebra cuando Yukie les cuenta que gracias a Shuya y Sugimura se ha enterado de que Kawada tiene un método para escapar y podrán reunirse cuando Shuya este en condiciones de llevarlos con él. Yuko Sakaki tiene miedo por Nanahara quien se encuentra lesionado en uno de los cuartos de arriba porque cree que ha Matado a Tatsumichi Oki y por lo cual le coloca veneno al plato de Shuya.

## Destino
Yuka, en un acto de glotonería, toma el plato de Shuya y come de él explicando que debe obtener "el sello de aprobación de Yuka" pero allí el ácido la mata, esto lleva a causar pánico y desconfianza en todas las chicas lo que al final termina con la muerte de todas las del faro. Más tarde cuando Shuya logra salir de su habitación y ve los cadáveres se lamenta por todas las chicas, él describe a Yuka diciendo que ella nunca hubiera dejado que nadie estuviera triste a su alrededor.